# Чирино, Педро
Педро Чирино (исп. Pedro Chirino, 1557, Осуна, Андалусия — 16 сентября 1635, Манила) — испанский священник и историк, служивший миссионером-иезуитом на Филиппинах. Наиболее известен по своему труду Relación de las Islas Filipinas (1604 г.), одной из самых ранних письменных работ о Филиппинах и населении Филиппин.

## Биография
Он родился в 1557 году в городе Осуна в Андалусии, Испания. Выпускник гражданского и канонического права в Севилье, он вступил в Общество Иисуса в возрасте 23 лет. Вскоре он был назначен с миссией на Филиппины, прибыв в страну в 1590 году вместе с Гомесом Пересом дас Мариньясом, недавно назначенным генерал-губернатором Филиппин.
Сначала он был назначен в Балаян, а затем в 1591 году был назначен приходским священником города Тайтай. Во время своего пребывания на посту приходского священника он перенёс приход Тайтай с его первоначального места недалеко от Лагуна-де-Бей на вершину холма, где он находится и по сей день. Он также начал погружаться в изучение тагальского языка и смог впервые произнести свою проповедь на тагальском языке 15 августа 1591 года по случаю основания иезуитской миссии в Антиполо.
Чирино также ездил с миссиями в Тигбауан с февраля 1593 по апрель 1595 года и в Лейте в июне 1595 года. Именно в Тигбауане отец Чирино в 1593 году основал то, что впоследствии стало первой иезуитской школой-интернатом на Филиппинах.
В ходе своей миссионерской деятельности отец Чирино также зафиксировал переход филиппинского письма с письма байбайин на латинский алфавит. Кроме того, он начал записывать свои знания об истории Филиппин, а также свои наблюдения за образом жизни филиппинцев в тот период. По возвращении в Европу в 1602 году он работал над публикацией этих сочинений в книге под названием Relacion de las Islas Filipinas. Книга была опубликована в Риме в 1604 году.
В Европе ему удалось отстоять миссию иезуитов на Филиппинах как при королевском, так и при папском дворе. Благодаря его усилиям ему удалось добиться от генерального настоятеля Общества Иисуса указа, возводившего филиппинскую миссию в статусе вице-провинции, независимой от провинции Мексики.
Отец Чирино вернулся на Филиппины в 1606 году и продолжал писать о Филиппинах; многие из этих сочинений ещё не опубликованы. Он умер в Маниле 16 сентября 1635 года.